# Nederlandse kampioenschappen schaatsen afstanden 1991 - 1000 meter vrouwen
De 1000 meter vrouwen op de Nederlandse kampioenschappen schaatsen afstanden 1991 werd gereden in maart 1991 in ijsstadion Kennemerland in Haarlem. 
Er namen deze editie 16 schaatssters deel. Titelverdedigster was Christine Aaftink, zij prolongeerde haar titel.

## Uitslag
| #      | Schaatser            | tijd    |
| ------ | -------------------- | ------- |
| Goud   | Christine Aaftink    | 1.24,47 |
| Zilver | Marieke Stam         | 1.25,30 |
| Brons  | Anita Loorbach       | 1.26,19 |
| 4      | Marion van Zuilen    | 1.27,44 |
| 5      | Herma Meijer         | 1.27,70 |
| 6      | Alida Pasveer        | 1.27,95 |
| 7      | Marga Preuter        | 1.28,13 |
| 8      | Sandra Voetelink     | 1.28,16 |
| 9      | Wendy van der Poel   | 1.28,39 |
| 10     | Linda Nat            | 1.28,67 |
| 11     | Manuela Ossendrijver | 1.28,80 |
| 12     | Annamarie Thomas     | 1.28,81 |
| 13     | Indra Arendz         | 1.29,27 |
| 14     | Henriëtte Vooys      | 1.29,97 |
| 15     | Marjan Mager         | 1.30,64 |
| 16     | Tineke Hulzebosch    | 1.31,57 |

Uitslag
1987 · 
1988 · 
1989 · 
1990 · 
1991 · 
1992 · 
1993 · 
1994 · 
1995 · 
1996 · 
1997 · 
1998 · 
1999 · 
2000 · 
2001 · 
2002 · 
2003 · 
2004 · 
2005 · 
2006 · 
2007 · 
2008 · 
2009 · 
2010 · 
2011 · 
2012 · 
2013 · 
2014 · 
2015 · 
2016 · 
2017 · 
2018 · 
2019 · 
2020 · 
2021 · 
2022 · 
2023 · 
2024 · 
2025